# Kostel svatého Petra a Pavla (Stráž nad Nežárkou)
Kostel svatých Petra a Pavla ve Stráži nad Nežárkou je farní kostel římskokatolické farnosti Stráž nad Nežárkou a kulturní památka České republiky.

## Historie
Na místě kostela svatého Petra a Pavla původně stál dřevěný kostelík. Ve 3. čtvrtině 13. století zde byl postaven zděný kostel v románském slohu. První písemná zmínka o něm pochází z roku 1361, kdy byl uveden jako farní. V roce 1413 byla provedena gotická přestavba. K zaklenutí chrámové lodi nedošlo, přestože je stavba podepřena gotickými opěráky; zaklenuto je kněžiště. V roce 1913 byla chrámová loď včetně gotického krovu stržena, a poté byla postavena loď nová.

## Popis
Kostel je jednolodní, bez hlavní věže, jen nad kněžištěm je sanktusník. Kněžiště je pětiboké, má křížovou klenbu; jsou zde zbytky pozdně gotických nástěnných maleb a gotický sanktuář. Obraz na hlavním oltáři namaloval v roce 1866 plzeňský malíř Jan Herzog (1820-1886). V kostele jsou náhrobníky, mj. pozdně gotický náhrobník Petra ze Stráže (†1461) a náhrobník z červeného mramoru Jindřicha ze Stráže (†1466), nejvyššího hofmistra Českého království. Deset náhrobníků ze 16. a 17. století je z bílého mramoru. Pozdně gotická je kamenná křtitelnice a kamenná kropenka.
Ke kostelu je přistavena kaple svatého Michala, která je také označována jako „zámecká kaple“. V kapli je oltář svatého Michala ze začátku 18. století s rozvilinovými motivy, který je umístěn na gotické menze.